# Myopites stylatus
Myopites stylatus är en tvåvingeart som först beskrevs av Fabricius 1794.  Myopites stylatus ingår i släktet Myopites och familjen borrflugor. Inga underarter finns listade i Catalogue of Life.